# Романовська сільська рада (Александровський район)
Рома́новська сільська рада (рос. Романовский сельский совет) — сільське поселення у складі Александровського району Оренбурзької області Росії.
Адміністративний центр — селище Романовський.

## Історія
2005 року до складу Романовської сільради була включена територія ліквідованої Гавриловської сільської ради (села Гавриловка, Новодмитрієвка).

## Населення
Населення — 662 особи (2019; 812 в 2010, 1006 у 2002).

## Склад
До складу сільської ради входять:
| Населений пункт      | Населення, осіб (2002) | Населення, осіб (2010) |
| -------------------- | ---------------------- | ---------------------- |
| Гавриловка, село     | 144                    | 69                     |
| Новодмитрієвка, село | 83                     | 53                     |
| Романовський, селище | 494                    | 430                    |
| Сєверний, селище     | 285                    | 260                    |